# نيكولاي توبور ستانلي
نيكولاي توبور ستانلي (بالإنجليزية: Nikolai Topor-Stanley)‏ مواليد 11 مارس 1985 في كانبرا، أستراليا، هو لاعب كرة قدم أسترالي. يلعب كمدافع .

## مرحلة الشباب

### أندية لعب لها
- بيلكونين يونايتد

## المسيرة الاحترافية

### أندية لعب لها
- بيلكونين يونايتد

## روابط خارجية
- نيكولاي توبور ستانلي على موقع الاتحاد الدولي (مؤرشف)  (الإنجليزية)
- نيكولاي توبور ستانلي على موقع قاعدة بيانات كرة القدم.إي يو (الإنجليزية)
- نيكولاي توبور ستانلي على موقع ناشيونال فوتبول تيمز (الإنجليزية)
- نيكولاي توبور ستانلي على موقع Soccerway.com (الإنجليزية)
- نيكولاي توبور ستانلي على موقع عالم كرة القدم.نت (الإنجليزية)
- نيكولاي توبور ستانلي على موقع أوليمبيديا (الإنجليزية)
- نيكولاي توبور ستانلي على موقع اللجنة الأولمبية الأسترالية (الإنجليزية)